# Ventenac de Cabardés
Ventenac Cabardés (oficialment Ventenac-Cabardès) és un municipi del departament de l'Aude a la regió francesa d'Occitània.